# Georges Detreille
Georges Detreille (* 9. September 1893 in Bourg-en-Bresse; † 13. Mai 1957 in Ars) war ein französischer Radrennfahrer und Olympiasieger im Radsport.

## Sportliche Laufbahn
Detreille hatte seine größten sportlichen Erfolg bei den Olympischen Sommerspielen 1920 in Antwerpen, als er mit dem französischen Team mit Fernand Canteloube, Marcel Gobillot und Achille Souchard die Mannschaftswertung gewann. Im Einzelzeitfahren belegte er den 6. Rang.
1921 wurde er zunächst Unabhängiger, 1922 dann Profi im Team JB Louvet, in dem auch Henri Pélissier und Francis Pélissier unter Vertrag standen. Er fuhr 1926 die Tour de France, bei der er 19. des Endklassements wurde. Mit dem 3. Platz im Rennen Paris–Bourges 1923 hatte er sein bestes Ergebnis in einem renommierten Straßenrennen.